# Patricia Grace
Patricia Frances Grace, née le 17 août 1937 à Wellington, est une écrivaine d'origine maori et  irlandaise. Elle a écrit des romans, des nouvelles et des livres pour enfants. Elle est mère de sept enfants et institutrice. 
Son premier ouvrage publié, Waiariki (1975), est le premier recueil de nouvelles d'une femme écrivaine maorie. Elle a été décrite comme « une figure clé de l'univers littéraire contemporain et de la littérature maorie en anglais ». Elle reçoit le prix international de littérature Neustadt 2008,,.

## Biographie
Grace descend des Ngati Toa, des Ngati Raukawa et des Te Ati Awa. Elle réalise l'essentiel de ses études à Wellington, d'abord au St Mary's College puis au Teacher's Training College. Elle commence à écrire et à publier à 25 ans, alors qu'elle enseigne à North Auckland à temps plein. Ses premières nouvelles sont publiées dans Te Ao Hoa et le NZ Listener. Ses œuvres sont traduites en français. Elle est cheffe de file de la renaissance littéraire maori. Grace s'attaque à l'inadéquation du monde et se consacre aux personnes qui n'arrivent pas à vivre en société parce qu'ils sont issus de la colonisation et de la décolonisation. On la remarque donc dès 1975. 
Waiariki, son premier livre publié, remporte le PEN / Hubert Church Memorial Award du meilleur premier livre de fiction. Ce recueil de nouvelles est le premier à être publié par une femme écrivaine maorie.   
Grace est faite compagnon de l'Ordre du mérite de la Nouvelle-Zélande (DCNZM) lors des festivités d'anniversaire de la reine en 2007.   

## Travaux

### Romans
- (en) The Moon Sleeps, Longman Paul, 1978

- (en) Potiki, Penguin Books NZ Ltd., 1986

- (en) Cousins, Penguin Books NZ Ltd., 1992

- (en) Baby No-eyes, 1998

- (en) Dogside Story, 2001

- (en) Tu, 2004

- (en) Ned et Katina, Penguin Books NZ Ltd., 2009
- (en) Chappy, Penguin Books NZ Ltd., 2015

### Collections de nouvelles
- (en) Waiariki, Longman Paul, 1975, réédition Penguin Books [NZ] Ltd., 1986.
- (en) The Dream Sleepers, Longman Paul, 1980 ; réédition Penguin Books [NZ] Ltd., 1986
- (en) Electric City and Other Stories, Penguin Books NZ Ltd., 1987Traduit en français par Jean Anderson et Anne Magnan-Park sous le titre Électrique cité, Au Vent des îles éditions, 2006, 128 p.,  (ISBN 2-915654-13-1).
- (en) Selected Stories, Penguin NZ Ltd., 1991
- (en) The Sky People, Penguin Books NZ Ltd., 1994
- (en) Small Holes in the Silence, Penguin Books NZ Ltd., 2006Traduit en français par Anne Magnan-Park sous le titre Des petits trous dans le silence, Au Vent des îles éditions, 2014, 222 p.,  (ISBN 978-2-36734-065-4).
- (en) Collected Stories, Penguin Books NZ Ltd., 1984
- Texte pour Wahine Toa, un livre de peintures de Robyn Kahukiwa, des histoires de femmes dans la mythologie maorie.

### Les livres pour enfants
- (en) The Kuia and the Spider/ Te Kuia me te Pungawerewere, 1981
- (en) Watercress Tuna and the Children of Champion Street/ Te Tuna Watakirihi me Nga Tamariki o te Tiriti o Toa, 1984
- (en) The Geranium, 1993
- (en) Areta & the Kahawai/ Ko Areta me Nga Kahawai, 1994
- (en) Maraea and the Albatrosses/ Ko Maraea me Nga Toroa, 2008

### Prix
- Potiki, l'homme - amour, 1986 prix du meilleur roman au New Zealand au Book Awards
- Les Enfants de Ngarua gagne le Kiriyama Pacific Rim Book Priz, 2001